# Lijst van voetbalinterlands Kazachstan - Turkije
Deze lijst van voetbalinterlands is een overzicht van alle officiële voetbalwedstrijden tussen de nationale teams van Kazachstan en Turkije. De landen speelden tot op heden zes keer tegen elkaar, te beginnen met een kwalificatiewedstrijd voor het Wereldkampioenschap voetbal 2006 op 9 oktober 2004 in Istanboel. Het laatste duel, een kwalificatiewedstrijd voor het Europees kampioenschap voetbal 2016, vond plaats in Almaty op 12 juni 2015.

## Wedstrijden
| № | Datum     | Plaats           | Competitie           | Wedstrijd            | Uitslag |
| - | --------- | ---------------- | -------------------- | -------------------- | ------- |
| 1 | Istanboel | 9 oktober 2004   | WK 2006 kwalificatie | Turkije – Kazachstan | 4 – 0   |
| 2 | Almaty    | 8 juni 2005      | WK 2006 kwalificatie | Kazachstan – Turkije | 0 – 6   |
| 3 | Astana    | 3 september 2010 | EK 2012 kwalificatie | Kazachstan – Turkije | 0 – 3   |
| 4 | Istanboel | 2 september 2011 | EK 2012 kwalificatie | Turkije – Kazachstan | 2 – 1   |
| 5 | Istanboel | 16 november 2014 | EK 2016 kwalificatie | Turkije – Kazachstan | 3 – 1   |
| 6 | Almaty    | 12 juni 2015     | EK 2016 kwalificatie | Kazachstan – Turkije | 0 – 1   |

## Samenvatting
| Competitie      | Totaal gespeeld | Winst Kazachstan | Gelijk | Winst Turkije | Doelsaldo Kazachstan – Turkije |
| --------------- | --------------- | ---------------- | ------ | ------------- | ------------------------------ |
| WK-kwalificatie | 2               | 0                | 0      | 2             | 0 − 10                         |
| EK-kwalificatie | 4               | 0                | 0      | 4             | 2 − 9                          |
| Totaal          | 6               | 0                | 0      | 6             | 2 − 19                         |

## Details

### Vijfde ontmoeting
| EK 2016 kwalificatie (scheidsrechter Aleksej Jeskov, Istanboel, 16 november 2014):                                                             |              | |
| Turkije | 3 – 1        | Kazachstan |
| Burak Yılmaz 26' Burak Yılmaz 29' (pen.) Serdar Aziz 83'                                                                                       | goals        | 87' (pen.) Samat Smakov |
| Fatih Terim | bondscoach   | Yuri Krasnozhan |
| Volkan Babacan Serdar Aziz Semih Kaya Ozan Tufan Arda Turan Selçuk İnan Caner Erkin Olcay Şahan 85' Volkan Şen 81' Burak Yılmaz Umut Bulut 74' | opstellingen | Aleksandr Mokin Samat Smakov Mark Gurman 76' Rinat Abdulin Yuriy Logvinenko Dmitri Sjomko Ulan Konysbayev Bauyrzhan Islamkhan Askhat Tagybergen 82' Sergej Chizjnitsjenko 73' Stanislav Loenin |
| Mehmet Topal 74' Gökhan Töre 81' Mehmet Ekici 85'                                                                                              | wissels      | 73' Aleksey Shchetkin 76' Sergey Malyi 82' Azat Nurgalijev |
| Burak Yılmaz 7' Mehmet Topal 86' Arda Turan 90'                                                                                                | gele kaarten | 90+6' Azat Nurgalijev |
| - Debuut van Serdar Aziz (Bursaspor) voor Turkije.                                                                                             |              | |

### Zesde ontmoeting
| EK 2016 kwalificatie (scheidsrechter Michael Oliver, Almaty, 12 juni 2015): |              | |
| Kazachstan | 0 – 1        | Turkije |
| | goals        | 83' Arda Turan |
| Joeri Krasnozjan | bondscoach   | Fatih Terim |
| Stas Pokatilov Samat Smakov 67' Heinrich Schmidtgal Sergiy Maliy Yuriy Logvinenko Mark Gurman 78' Rinat Abdulin Dmitriy Shomko Ulan Konysbaev Bauyrzhan Islamkhan 85' Sergej Chizjnitsjenko | opstellingen | Volkan Babacan 64' Ozan Tufan 75' Semih Kaya Gökhan Gönül Hakan Balta Serdar Aziz Arda Turan 46' Mehmet Topal Selçuk İnan Hakan Çalhanoğlu Burak Yılmaz |
| Abzal Beysebekov 67' Askhat Tagybergen 78' Zhambyl Kukeyev 85' | wissels      | 46' Volkan Şen 64' Umut Bulut 75' Emre Taşdemir |
| Heinrich Schmidtgal 77' Rinat Abdulin 88' Dmitriy Shomko 90+3' | gele kaarten | |

KFF · A-internationals · Bondscoaches · Statistieken · Kazachs vrouwenelftal · Olympisch elftal · Kazachstan U21 · Kazachstan U20 · Kazachstan U19 · Kazachstan U18 · Kazachstan U17
1992 – 1999 · 2000 – 2009 · 2010 – 2019 · 2020 – 2029
1992 · 1993 · 1994 · 1995 · 1996 · 1997 · 1998 · 1999 · 2000 · 2001 · 2002 · 2003 · 2004 · 2005 · 2006 · 2007 · 2008 · 2009 · 2010 · 2011 · 2012 · 2013 · 2014 · 2015 · 2016 · 2017 · 2018 · 2019 · 2020 · 2021 · 2022 · 2023 ·
2024 · 2025
Albanië ·
Andorra ·
Armenië ·
Azerbeidzjan ·
Bahrein ·
België ·
Bosnië en Herzegovina ·
Bulgarije ·
Burkina Faso ·
China ·
Curaçao ·
Cyprus ·
Denemarken ·
Duitsland ·
Engeland ·
Estland ·
Faeröer ·
Finland ·
Frankrijk ·
Georgië ·
Griekenland ·
Hongarije · 
Ierland ·
IJsland ·
Irak ·
Iran ·
Japan ·
Jordanië ·
Kirgizië ·
Koeweit ·
Kroatië ·
Laos ·
Letland ·
Libanon ·
Libië ·
Liechtenstein ·
Litouwen ·
Litouwen ·
Luxemburg ·
Malta ·
Moldavië ·
Montenegro ·
Nederland ·
Nepal ·
Noord-Ierland ·
Noord-Korea ·
Noord-Macedonië ·
Noorwegen ·
Oekraïne ·
Oezbekistan ·
Oman ·
Oostenrijk ·
Pakistan ·
Palestina ·
Polen ·
Portugal ·
Qatar ·
Roemenië ·  
Rusland ·
San Marino ·
Saoedi-Arabië ·
Schotland ·
Servië ·
Singapore ·
Slovenië ·
Slowakije ·
Syrië ·
Tadzjikistan ·
Thailand ·
Tsjechië ·
Turkmenistan ·
Turkije ·
Verenigde Arabische Emiraten ·
Vietnam ·
Wales ·
Wit-Rusland ·
Zuid-Korea ·
Zweden
TFF · A-internationals · Selecties · Bondscoaches · Turks vrouwenelftal · Olympisch elftal · Turkije U21 · Turkije U20 · Turkije U19 · Turkije U18 · Turkije U17 · Turkije U16
1923 – 1929 · 
1930 – 1939 · 
1940 – 1949 · 
1950 – 1959 · 
1960 – 1969 · 
1970 – 1979 · 
1980 – 1989 · 
1990 – 1999 · 
2000 – 2009 · 
2010 – 2019 ·
2020 − 2029
EK 1996 · 
EK 2000 · 
EK 2008 · 
EK 2016 ·
EK 2020 ·
EK 2024 · WK 1954 · WK 2002 · OS 1924 · 
OS 1928 · 
OS 1936 · 
OS 1948 · 
OS 1952 · 
OS 1960
1923 · 
1924 · 
1925 · 
1926 · 
1927 · 
1928 · 
1929 · 1930 · 
1931 · 
1932 · 
1933 · 1934 · 1935 · 
1936 · 
1937 · 
1938 · 1939 · 1940 · 1941 · 1942 · 1943 · 1944 · 1945 · 1946 · 1947 · 
1948 · 
1949 · 
1950 · 
1952 · 
1952 · 
1953 · 
1954 · 
1955 · 
1956 · 
1957 · 
1958 · 
1959 · 
1960 · 
1961 · 
1962 · 
1963 · 
1964 · 
1965 · 
1966 · 
1967 · 
1968 · 
1969 · 
1970 · 
1971 · 
1972 · 
1973 · 
1974 · 
1975 · 
1976 · 
1977 · 
1978 · 
1979 · 
1980 · 
1981 · 
1982 · 
1983 · 
1984 · 
1985 · 
1986 · 
1987 · 
1988 · 
1989 · 
1990 · 
1991 · 
1992 · 
1993 · 
1994 · 
1995 · 
1996 · 
1997 · 
1998 · 
1999 · 
2000 · 
2001 · 
2002 · 
2003 · 
2004 · 
2005 · 
2006 · 
2007 · 
2008 · 
2009 · 
2010 · 
2011 · 
2012 · 
2013 · 
2014 · 
2015 ·
2016 ·
2017 ·
2018 ·
2019 ·
2020 ·
2021 ·
2022 ·
2023 ·
2024
Albanië ·
Algerije ·
Andorra ·
Angola ·
Armenië ·
Australië ·
Azerbeidzjan ·
België ·
Bosnië en Herzegovina ·
Brazilië ·
Bulgarije ·
Canada ·
Chili ·
China ·
Colombia ·
Costa Rica ·
DDR ·
Denemarken ·
Duitsland ·
Ecuador ·
Egypte ·
Engeland ·
Estland ·
Ethiopië ·
Faeröer ·
Finland ·
Frankrijk ·
Georgië ·
Ghana ·
Gibraltar ·
Griekenland ·
Guinee ·
Honduras ·
Hongarije ·
Ierland ·
IJsland ·
Irak ·
Iran ·
Israël ·
Italië ·
Ivoorkust ·
Japan ·
Joegoslavië ·
Kameroen ·
Kazachstan ·
Kosovo ·
Kroatië ·
Letland ·
Libanon ·
Libië ·
Liechtenstein ·
Litouwen ·
Luxemburg ·
Maleisië ·
Malta ·
Moldavië ·
Montenegro · 
Nederland ·
Nieuw-Zeeland ·
Noord-Ierland ·
Noord-Macedonië ·
Noorwegen ·
Oekraïne ·
Oezbekistan ·
Oostenrijk ·
Pakistan ·
Paraguay ·
Polen ·
Portugal ·
Qatar · 
Roemenië ·
Rusland ·
San Marino ·
Saoedi-Arabië ·
Schotland ·
Senegal ·
Servië ·
Slovenië · 
Slowakije ·
Sovjet-Unie ·
Spanje ·
Syrië ·
Tsjechië ·
Tsjecho-Slowakije ·
Tunesië ·
Uruguay ·
Verenigde Staten ·
Wales ·
Wit-Rusland ·
Zuid-Afrika ·
Zuid-Korea ·
Zweden ·
Zwitserland
Brazilië (2002, 1) · 
Costa Rica (2002) · 
Duitsland (2008) · 
Italië (2021) · 
Kroatië (2008) · 
Kroatië (2016) · 
Portugal (2008) · 
Spanje (2016) · 
Tsjechië (2008) · 
Wales (2021) · 
Zwitserland (2008) · 
Zwitserland (2021)